# Burg Merkingen
Die Burg Merkingen ist eine abgegangene Höhenburg beim Ortsteil Dorfmerkingen der Stadt Neresheim im Ostalbkreis in Baden-Württemberg.

## Geschichte
Die Burg wurde als Stammburg der Herren von Merkingen erbaut. Diese hatten sowohl ein Dorf (Dorfmerkingen) als auch einen Weiler (Weilermerkingen) östlich der Burg als Besitz. Die Herren von Merkingen verließen schon früh ihre Burg, um in das Nördlinger Ries zu ziehen.

## Beschreibung
Die Burg stand im Gewann Burghalde westlich des Dorfes. In diesem Gewann befinden sich große Felsen des Dossinger Tals, eines der am schroffsten eingeschnittenen Trockentäler des Härtsfelds. Die Burg war vermutlich auf einer dieser Felsformationen angesiedelt. Weitere Zeugnisse für die Burg sind die Gewanne Vorderes Burgfeld, Hinteres Burgfeld, Burgholz, Hinteres Burgholz und Beim Burgholz. Außerdem gibt es die Straßennamen Burghaldenweg, Burgstraße und Schloßhalde.